# Poecilotheria
Poecilotheria Simon, 1885 è un genere di ragni arboricoli della famiglia Theraphosidae, originario dello Sri Lanka e dell'India.
È l'unico genere della sottofamiglia Poecilotheriinae.
A differenza di molte altre specie di Theraphosidae, occasionalmente si possono trovare raggruppati in piccole comunità di qualche esemplare.

## Tassonomia
Comprende le seguenti specie:
- Poecilotheria chaojii (Mirza, Sanap & Bhosale, 2014)

- Poecilotheria fasciata (Latreille, 1804) — Sri Lanka
- Poecilotheria formosa Pocock, 1899 — India
- Poecilotheria hanumavilasumica Smith, 2004 — India
- Poecilotheria metallica Pocock, 1899 — India
- Poecilotheria miranda Pocock, 1900 — India
- Poecilotheria ornata Pocock, 1899 — Sri Lanka
- Poecilotheria rajaei Nanayakkara, et al., 2012 — Sri Lanka
- Poecilotheria regalis Pocock, 1899 — India
- Poecilotheria rufilata Pocock, 1899 — India
- Poecilotheria smithi Kirk, 1996 — Sri Lanka
- Poecilotheria striata Pocock, 1895 — India
- Poecilotheria subfusca Pocock, 1895 — Sri Lanka
- Poecilotheria tigrinawesseli Smith, 2006 — India
- Poecilotheria vittata Pocock, 1895 — India, Sri Lanka